# 桂小鯛
桂 小鯛（かつら こだい）は、上方落語の名跡。
「鯛」という字は、初代桂文團治が奥目であったことから付いたあだ名「塩鯛」に由来する。
- 桂小鯛 - 文團治系の一門に「小鯛」という名が確認出来る。
- 桂小鯛 - 三代目桂塩鯛の門下。

桂 小鯛（かつら こだい、1984年6月23日 - ）は、岡山県倉敷市出身の落語家（上方噺家）。本名∶和田 康典。出囃子は『にわか』。

## 経歴
- 2007年（平成19年）6月 - 桂都丸（現：4代目桂塩鯛）に入門。同年11月、北座染屋町寄席にて初舞台。
- 2010年（平成22年）8月 - 師匠都丸の桂塩鯛襲名に伴い、小鯛に改名。
- 2015年（平成27年）3月 - 地元岡山のRSKラジオで「昼からど〜だい!」のパーソナリティーを担当（月-木）。しかし、2016年8月15日の放送にてある地元の自動車教習所を名指しで批判したことをきっかけに、同日放送分をもって降板となった。
- 2018年、ベンツを購入[1]。仲間内で評判となり、同年12月9日に「メルセデスベンツ非公認　桂小鯛ベンツ購入記念落語会」[2]が動楽亭で開かれ、10人以上の上方落語家が飛び入りで参加した[3]。

## 受賞
- 2014年 - 第9回繁昌亭大賞輝き賞
- 2021年 - 第7回上方落語若手噺家グランプリ優勝